# 孟泰齢
孟泰齢（もう たいれい、モン・タイリン、孟泰龄、1987年2月12日 - ）は、中華人民共和国の囲碁棋士。遼寧省瀋陽市出身、中国囲棋協会所属、六段。衢州・爛柯杯優勝、LG杯世界棋王戦ベスト4など。

## 経歴
2001年入段。2002年二段。2003年、乙級リーグ戦に貴州天馬広告公司チームで出場。2005年、新秀戦優勝。2006年三段、2007年四段、甲級リーグに北京海淀チームで出場。2009年五段、甲級リーグでは西安曲江チームで出場し、14勝8敗で勝数3位。2009、10年の同里杯天元戦で連続ベスト8。
2009年全国智力運動会では男子団体戦に孔傑らと北京チームで出場して3位。2010年、LG杯世界棋王戦に出場してベスト4進出。2011年六段。2012年名人戦挑戦者決定戦進出、衢州・爛柯杯決勝で柁嘉熹を破り優勝、倡棋杯準決勝では柁嘉熹に1-2で敗れた。2013年倡棋杯ベスト8、阿含・桐山杯ベスト4。2014年洛陽龍門杯棋聖戦ベスト8。2015年威孚房開杯棋王戦ベスト8。2017年名人戦ベスト8。
中国棋士ランキングでは2010年21位、2011年16位。

### タイトル歴
- 新秀戦 2005年
- 衢州・爛柯杯中国囲棋冠軍戦 2012年

### その他の棋歴
- LG杯世界棋王戦 ベスト4 2010年（○許映皓、○連笑、○安祚永、×孔傑）、ベスト8 2016年
- 百霊愛透杯世界囲碁オープン戦 ベスト16 2014年
- 志布志市長杯囲碁大会日中友好国際交流プロ対局 2015年 ◯富士田明彦
- 全国智力運動会 2009年男子団体戦3位（北京チーム）、2011年男子快棋戦4位
- 中国囲棋甲級リーグ戦
  - 2003年（乙級、貴州天馬広告公司）
  - 2005年（乙級、北京橡果酸素立得）
  - 2006年（乙級、北京酸素立得）
  - 2007年（北京海淀）7-11
  - 2008年（北京海淀翠徴）11-11（主将7-11）
  - 2009年（西安曲江）14-8（主将1-5）
  - 2010年（遼寧菊花島）11-10
  - 2011年（遼寧覚華島）15-7（勝数2位）
  - 2012年（遼寧覚華島）7-15
  - 2013年（遼寧覚華島）6-9
  - 2014年（遼寧覚華島）10-9
  - 2015年（珠海万山）12-9
  - 2016年（珠海万山）12-10
  - 2017年（珠海万山）13-12